# Cobitis narentana
Cobitis narentana är en fiskart som beskrevs av Stanko Karaman 1928. Cobitis narentana ingår i släktet Cobitis och familjen nissögefiskar. IUCN kategoriserar arten globalt som sårbar. Inga underarter finns listade i Catalogue of Life.